# Łęg Ręczyński
Łęg Ręczyński is een dorp in de Poolse woiwodschap Łódź. De plaats maakt deel uit van de gemeente Ręczno en telt 180 inwoners.